# کورنیفکا
کورنیفکا (انگلیسی: Korneyevka) یک شهرک در شهرستان ملئوزوفسکی استان باشقیرستان کشور روسیه است.